# Orimarga guttipennis
Orimarga guttipennis är en tvåvingeart som beskrevs av Alexander 1940. Orimarga guttipennis ingår i släktet Orimarga och familjen småharkrankar. Inga underarter finns listade i Catalogue of Life.